# مارتينا سانتاندريا
مارتينا سانتاندريا (من مواليد 5 سبتمبر 1999) هي لاعبة جمباز إيقاعية إيطالية. هي عضوة في المنتخب الوطني منذ عام 2016، حائزة على الميدالية البرونزية الشاملة في المجموعة الأولمبية 2020 ، حاصلة على الميدالية الفضية الشاملة للمجموعة العالمية لعام 2018 والميدالية الفضية الشاملة مرتين في المجموعة الأوروبية (2018).